# Warrenova komise

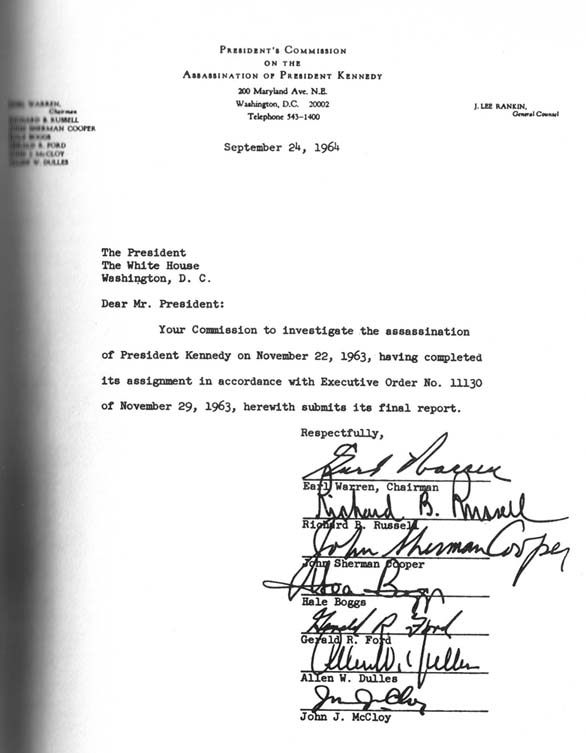
Titulní strana zprávy Warrenovy komise

Warrenova komise (oficiálně The President's Commission on the Assassination of President Kennedy) byla první vyšetřovací komise ustanovená prezidentem Lyndonem B. Johnsonem 29. listopadu 1963, která měla prošetřit okolnosti atentátu na Johna Fitzgeralda Kennedyho. V čele této komise stanul Earl Warren, předseda Nejvyššího soudu USA. Z tohoto důvodu byla tato komise (neoficiálně) nazývána Warrenova komise.
Na konci září 1964, po desetiměsíčním vyšetřování, byla zveřejněna závěrečná zpráva Warrenovy komise. Uvádělo se v ní, že nebyla zjištěna žádná spojitost atentátu s domácím či zahraničním spiknutím, ani zapojení žádných jiných osob či skupin do atentátu. Komise dospěla k závěru, že pachatel Lee Harvey Oswald jednal sám, a že Jack Ruby Oswalda zabil též „na vlastní pěst“. Komise potvrdila, že byly všechny tři střely vypáleny Lee Harvey Oswaldem z nejvyššího patra budovy Texaského knižního velkoskladu, která se v okamžiku atentátu nacházela v zádech prezidentské kolony.

## Členové komise
- Earl Warren, předseda Nejvyššího soudu USA.
- Richard Russell, Jr., senátor ze státu Georgie.
- John Sherman Cooper, senátor ze státu Kentucky.
- Hale Boggs, reprezentant státu Louisiana.
- Gerald R. Ford, reprezentant státu Michigan.
- Allen W. Dulles, bývalý ředitel CIA (propuštěn prezidentem Johnem F. Kennedym).
- John J. McCloy, bývalý prezident Světové banky.